# Batalha de Mantineia (207 a.C.)

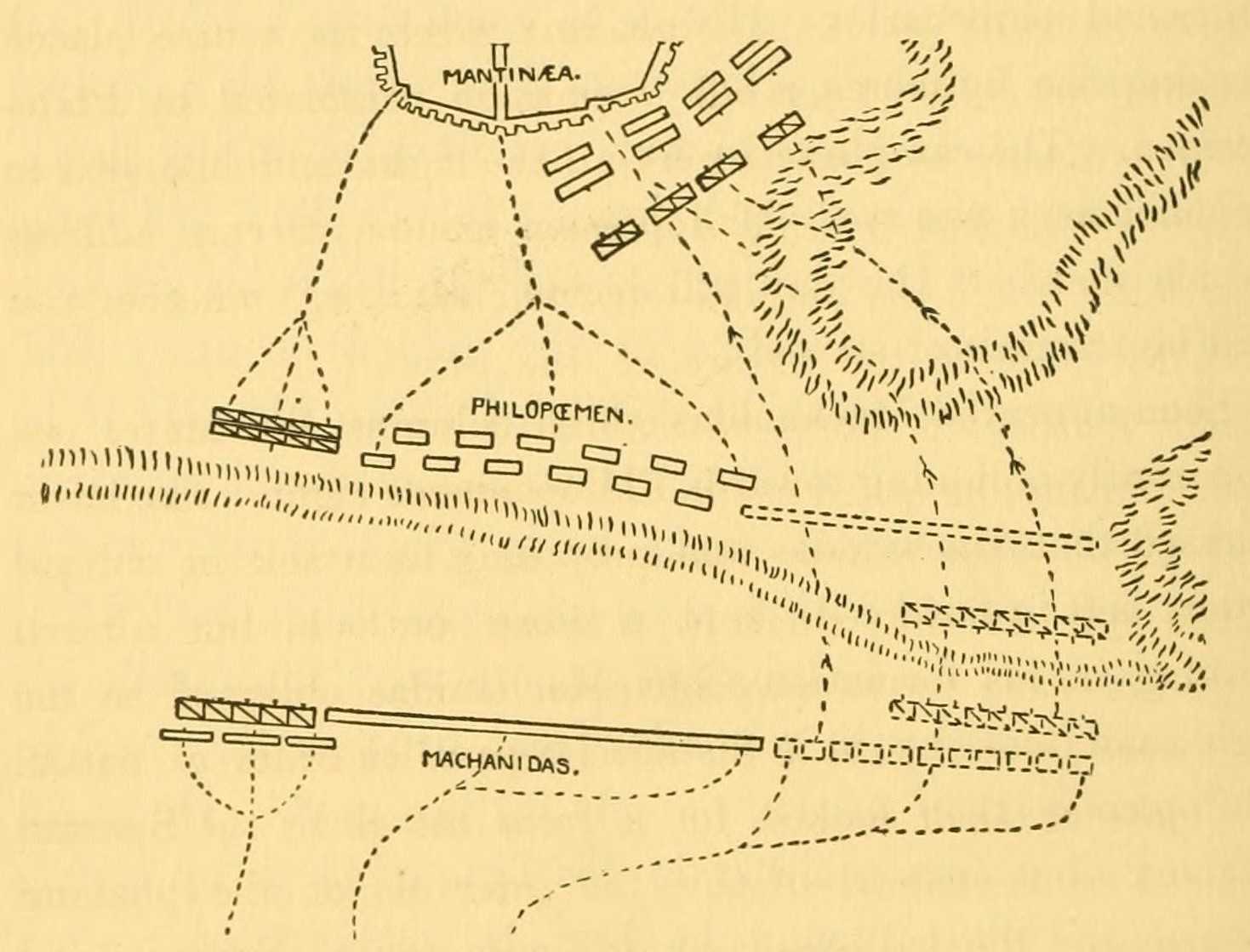
Plano da Terceira Batalha de Mantineia (207 a.C.)

A Batalha de Mantineia foi travada em 207 a.C. entre as forças de Esparta, lideradas pelo tirano Macânidas e representando a Liga Etólia, e a Liga Aqueia, cujas forças eram lideradas pelo general Filopemenes. Ambos os lados contavam com reforço de mercenários. Foi a maior batalha terrestre na Grécia no contexto da Primeira Guerra Macedônica, que foi o resultado da aliança do Reino da Macedônia com Cartago depois da vitória de Aníbal na Batalha de Canas na Segunda Guerra Púnica.

## Batalha
Macânidas rapidamente destruiu e expulsou do campo de batalha os mercenários de Filopemenes. A perseguição que se seguiu foi realizada de forma afoita e, quando Macãnidas retornou, a numericamente inferior infantaria espartana havia sido derrotada e os aqueus já estavam fortificados atrás de um fosso inundado. Quando retomou o ataque, Macânidas foi derrubado de seu cavalo ao tentar saltar sobre o fosse e foi morto. Os aqueus, aliados da Macedônia, venceram a batalha.